# Cingulum (anatomie)

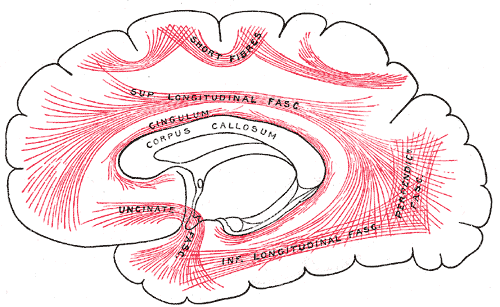
Lengtedoorsnede van de menselijke grote hersenen. Het cingulum is zichtbaar net boven het corpus callosum.

De term cingulum wordt in de anatomie gebruikt om verscheidene lichaamsdelen aan te wijzen. Cingulum is een gordel die het hele lichaam omgeeft. Zowel op de kiezen als in de hersenen zijn er gebieden die met de naam cingulum worden aangeduid.
In de hersenen is het cingulum een bundel zenuwvezels (witte stof) die de gyrus cinguli verbindt met de cortex entorhinalis, waardoor delen van het limbische systeem met elkaar kunnen communiceren.
Bij de tanden of kiezen wordt het ook wel tuberculum genoemd.